# Walter von Siebenthal
Pour les articles homonymes, voir Von Siebenthal.
Walter H. von Siebenthal (né le 4 juin 1899 à Saanen, mort en septembre 1958 à Lucerne) est un joueur professionnel suisse de hockey sur glace.

## Carrière
Walter von Siebenthal naît le 4 juin 1899 à Saanen, d’un père éleveur et aubergiste.
Il fait toute sa carrière au Hockey Club Rosey Gstaad. Pendant sa carrière, le club remporte le championnat de Suisse international en 1919, en 1920, en 1921, en 1925, en 1928 et national en 1921, en 1924, 1925.
Walter von Siebenthal compte 24 sélections dans l'équipe de Suisse. Il participe aux Jeux olympiques de 1920 à Anvers et aux Jeux olympiques de 1924 à Chamonix où il est le capitaine de l'équipe de Suisse. Il est présent également aux championnats d'Europe en 1922, 1923, et 1924.
Par ailleurs, il est propriétaire de l'hôtel Bernerhof de Gstaad, construit en 1904 et en possession de sa famille jusqu'en 1969,, arbitre international et trésorier de la Ligue suisse de hockey sur glace.
Il meurt en 1958 d’une crise cardiaque à Lucerne.